# Listă a fabricanților de aeronave D-G
Aceasta este o listă a fabricanților de aeronave sortată în ordine alfabetică după denumirea care este cunoscută la Organizația Internațională a Aviației Civile (ICAO). Lista conține numele ICAO, numele comun, țara de origine, și alte date, precum anii între care a funcționat (în paranteze). 
Numele ICAO sunt scrise cu caractere bold. Faptul că un fabricant are o denumire ICAO nu înseamnă că el mai produce în prezent, ci faptul că unele dintre aeronavele produse de acesta mai zboară încă.
A B-C D-G H-L M-P Q-S T-Z

## D
- DAC, Dutch Aeroplane Company VOF - Olanda
- Damoure-Fabre, Damoure et Fabre - Franța
- D'Apuzzo, Nicholas E. D'Apuzzo - SUA
- DAR, Darjawna Aeroplanna Rabotilniza - Bulgaria, (Dargeavna Aeroplanna Rabotilnitsa - Country Airplane Factory)
- Darracq, Automobiles Darracq S. A. - Franța, (Darracq Motor Engineering)
- Dart, Dart Aircraft Company - SUA
- Dart Aircraft Limited - Marea Britanie
- DASA, Daimler-Benz Aerospace AG - Germania, (1989-2000) > EADS
- DASA, Deutsche Aerospace AG - Germania
- DASA-Rockwell, vezi DASA și ROCKWELL - Germania/SUA
- Dassault, Avions Marcel Dassault - Franța, (1945-1969) > Dassault-Breguet
- Dassault-Breguet, Avions Marcel Dassault-Bréguet Aviation - Franța, (1969-1990) > Dassault Aviation
- Dassault, Dassault Aviation (1990-prezent) - Franța
- Dassault-Breguet/dornier, vezi DASSAULT-BREGUET și DORNIER - Franța/Elveția
- Dätwyler, MDC Max Dätwyler AG - Elveția
- Davis, Leeon D. Davis - SUA
- Dayton-Wright, Dayton-Wright Airplane Co. - SUA, (?-1923) > Consolidated Aircraft
- De Havilland, The De Havilland Aircraft Company Ltd - Marea Britanie, (1920-1958) (DH) > Hawker Siddeley
- De Havilland Australia, The De Havilland Aircraft Company Pty Ltd - Australia, (DHA) > Boeing
- De Havilland Canada, Bombardier Aerospace De Havilland - Canada, (1928-1989) (DHC) > Bombardier Aerospace
- De Havilland Canada, De Havilland Division of Boeing of Canada Ltd - Canada
- De Havilland Canada, De Havilland Inc - Canada
- De Havilland Canada, The De Havilland Aircraft of Canada Ltd - Canada
- De Schelde, Koninklijke Maatschappij De Schelde - Olanda
- Deborde-Rolland, Yves Deborde et Jean-Louis Rolland - Franța
- Delisle, Club Aeronautique Delisle Inc - Canada
- Denel Aerospace Systems, Denel Aerospace Systems, Denel Aviation - Africa de Sud
- Denize, Robert Denize - Franța
- Denney, Denney Aerocraft Company - SUA
- Department of Aircraft Production, Australian government, Australia, (1939-1941) later known as Government Aircraft Factory
- Derazona, PT Derazona Aviation Industry - Indonezia
- Derringer, Derringer Aircraft Company LLC - SUA
- Detroit Aircraft Corporation, Detroit Aircraft Corporation - SUA, (1922-1931)
- Deutsche Airbus, Deutsche Airbus GmbH - Germania
- DFS, Deutsche Forschungsanstalt für Segelflug - Germania, (1925-1945) (Deutsches Forschungsinstitut fur Segelflug )
- Dewoitine, Constructions Aéronautiques Emile Dewoitine - Franța
- Dewoitine, Société Aéronautique Française, Avions Dewoitine - Franța
- DF Helicopters, DF Helicopters SRL - Italia
- DFW, Deutsche Flugzeugwerke - Germania
- DG Flugzeugbau, DG Flugzeugbau GmbH - Germania
- Diamond, Diamond Aircraft Industries GmbH - Austria
- Diamond, Diamond Aircraft Industries Inc - Canada
- Dickey, Shirl Dickey Enterprises - SUA
- Dijkman-Dulkes, Cor Dijkman-Dulkes - Olanda
- DINFIA, Dirección Nacional de Investigaciones y Fabricaciones Aeronáuticas - Argentina, (1957-?)
- DKBA FGUP, Federal Unitary State Enterprise, "Dolgoprudniy Design

Bureau of Automatics" ("DIRIZHABLESTROI USSR ENTERPRISE" in 1932-1940) - Federația Rusă
- Dirgantara, PT Dirgantara Indonezia - Indonezia
- DM Aerospace, DM Aerospace Ltd - Marea Britanie
- Doak, Doak Aircraft Company - SUA
- Donnet - Franța
- Donnet-Denhaut - Franța
- Dorna, H F Dorna Company - Iran
- Dornier, AG für Dornier-Flugzeuge - Elveția
- Dornier, Dornier GmbH - Germania, (?-1959) > FUS
- Dornier, Dornier Luftfahrt GmbH - Germania, (?-1989) > DASA
- Dornier, Dornier-Werke GmbH - Germania
- Douglas, Douglas Aircraft Company Inc - SUA, (1920-1967) > McDonnell-Douglas
- Downer, Downer Aircraft Industries Inc - SUA
- Dragon Fly, Dragon Fly Srl - Italia
- Dream, Dream Aircraft Inc - Canada
- Driggs, Driggs Aircraft Corporation - SUA
- Druine, Avions Roger Druine - Franța
- DSK, DSK Aircraft - SUA
- DSK Airmotive, DSK Airmotive - SUA
- Dubna, Proizvodstvenno-Tekhnichesky Kompleks Dubnenskogo Mashinostroitelnogo Zavod AO - Rusia
- Dufaux, Armand și Henri Dufaux - Elveția
- Duigan, John Duigan - Australia
- Dumod, Dumod Corp. - SUA
- Durand, William H. Durand - SUA
- Duruble, Roland Duruble - Franța
- du Temple, Félix du Temple - Franța
- Dyke, John W. Dyke - SUA
- Dyn'aero, Société Dyn'Aero - Franța

## E
- E. D. Abbott - vezi Abbott
- E & K, E & K Sp z oo - Polonia
- EAA, Experimental Aircraft Association Inc - SUA
- EAC, Etudes Aéronautiques & Commerciales SARL - Franța
- EADS, European Aeronautic Defence și Space Company - Franța/Germania/Spania, (2000-prezent) (EADS)
- EADS 3 Sigma (formerly 3 Sigma) - Grecia
- Eagle, Eagle Aircraft Company - SUA
- Eagle Aircraft, Eagle Aircraft Australia Ltd - Australia
- Eagle Aircraft, Eagle Aircraft International - Australia
- Eagle Aircraft, Eagle Aircraft Pty Ltd - Australia
- Early Bird, Early Bird Aircraft Company - SUAo
- EAY - Empresa Aeronáutica Ypiranga - Brazilia
- Eberhart, Eberhart - SUA
- Eclipse, Eclipse Aviation Corporation - SUA
- Ector, Ector Aircraft Company - SUA
- Edgar Percival, Edgar Percival Aircraft Ltd. (defunct) - Marea Britanie
- Edgley, Edgley Aircraft Ltd - Marea Britanie
- EDRA, EDRA Aeronáutica - Brazilia
- EDRA, EDRA Helicentro Peças e Manutençao - Brazilia
- EHI, EH Industries Ltd - Marea Britanie/Italia
- Eich, James P. Eich - SUA
- EIRI, Eiriavion OY - Finlanda
- EIS, EIS Aircraft GmbH - Germania
- Ekolot, Ekolot - Polonia
- EFW, Eidgenössische Flugzeugwerke Emmen  - Elveția,
- ELA Aviación, ELA Aviación SL - Spania
- Elbit, Elbit Systems Ltd - Izrael
- Elicotteri Meridionali, Elicotteri Meridionali - Italia, (1967-?)
- Elitar, Ehlitar OOO - Rusia
- Ellison-Mahon Aircraft,  - USA (Seattle, Washington)
- Elmwood, Elmwood Aviation - Canada
- Emair, Emair Inc - SUA
- Emair, Emair, Division of Emroth Company - SUA
- EMBRAER, Empresa Brasileira de Aeronáutica SA - Brazilia
- EMBRAER-FMA, vezi EMBRAER și FMA - Brazilia/Argentina
- Emroth, Emroth Company - SUA
- ENAER, Empresa Nacional de Aeronáutica - Chile
- English Electric, English Electric Aviation Ltd - Marea Britanie, (?-1959) > British Aircraft Corporation
- English Electric, English Electric Company Ltd - Marea Britanie
- Enstrom, R. J. Enstrom Corporation - SUA
- Enstrom, The Enstrom Helicopter Corporation - SUA
- Epervier, Epervier Aviation SA - Belgia
- Epps, Ben T. Epps - SUA
- ERCO, Engineering și Research Corporation - SUA
- ERPALS, Erpals Industrie, Etudes et Réalisations de Prototypes pour l'Aviation Légère et Sportive - Franța
- Esnault-Pelterie, Robert Esnault-Pelterie - Franța
- Etiopian Airlines, Etiopian Airlines Enterprise - Etiopia
- Etiopian Airlines, Etiopian Airlines SC - Etiopia
- Etrich, Etrich - Austria
- Euler, Euler - Germania
- Eurocopter, Eurocopter Canada Ltd - Canada, (1992-prezent)
- Eurocopter, Eurocopter GIE - Franța/Germania
- Eurocopter, Eurocopter SA - Franța/Germania
- Eurocopter, Eurocopter SAS - Franța/Germania
- Eurocopter-Kawasaki, vezi EUROCOPTER și KAWASAKI - Franța/Germania/Japonia
- Euro-Enaer, Euro-Enaer Holding BV - Olanda
- Eurofighter, Eurofighter Jagdflugzeug GmbH - Germania/UK/Italia/Spania
- Euronef, Euronef SA - Belgia
- Europa, Europa Aviation Ltd - Marea Britanie
- Eurospace, Eurospace Costruzioni Srl - Italia
- Evangel, Evangel Aircraft Corporation - SUA
- Evans, Evans Aircraft - SUA
- Evans, W. Samuel Evans - SUA
- Evektor-Aerotechnik, Evektor-Aerotechnik AS - Republica Cehă
- EWR, Entwicklungsring-Süd - Germania
- Excalibur, Excalibur Aviation Company - SUA
- Exclusive, Exclusive Aviation - SUA
- Experimental Aviation, Experimental Aviation Inc - SUA
- Explorer (1), Explorer Aviation - SUA
- Explorer (2), Explorer Aircraft Inc - SUA
- Express, Express Aircraft Company LLC - SUA
- Express, Express Design Inc - SUA
- Extra, Extra Flugzeugbau GmbH - Germania
- Extra, Extra Flugzeugproduktions- und Vertriebs- GmbH - Germania

## F
- F+W Emmen, Eidgenössisches Flugzeugwerk-Fabrique Fédérale d'Avions-Fabbrica Federale d'Aeroplani - B817
- Fabrica de Avioanes, Fabrica de Avioane SET - România
- Fabrica Militar de Aviones, Fábrica Militar de Aviones - Argentina, (1927-1957) (FMA, sau Military Aircraft Factory) > DINFIA > Lockheed Martin Aircraft Argentina SA
- Fairchild (1), Fairchild Aircraft Corporation - SUA, (1925-1996) > FairchildDornier
- Fairchild (1), Fairchild Aircraft Inc - SUA
- Fairchild (1), Fairchild Aviation Corporation - SUA
- Fairchild (1), Fairchild Engine & Airplane Corporation - SUA
- Fairchild (1), Fairchild Industries Inc - SUA
- Fairchild (1), Fairchild Stratos Corporation - SUA
- Fairchild (2), Fairchild Aircraft Ltd. (Canada)
- Fairchild Dornier, Fairchild Aerospace Corporation - SUA/Germania, (1996-2002) > Avcraft, M7 Aerospace
- Fairchild Hiller, Fairchild Hiller Corporation - SUA
- Fairchild Swearingen, Fairchild Swearingen Corporation - SUA
- Fairey, Fairey Aviation Company Ltd - Marea Britanie
- Fairtravel, Fairtravel Ltd - Marea Britanie
- Fajr, Fajr Aviation & Composites Industry - Iran
- Falconar, Falconar Air Engineering - Canada
- Falconar, Falconar Aircraft Ltd - Canada
- Falconar, Falconar Avia Inc - Canada
- Fanaero-Chile, Fanaero-Chile - Chile
- Farigoux, Georges Farigoux - Franța
- Farman Aviation Works, Farman Aviation Works - Franța, (1914-1936) > Ateliers Aéronautiques de Suresnes, SNCAC
- Farrington, Farrington Aircraft Corporation - SUA
- Fauvel, Fauvel - Franța
- Ferber, Ferber - Franța, (1906) > Antoinette
- Feugray, G. Feugray - Franța
- FFA, FFA Flugzeugwerke Altenrhein AG - Elveția
- FFA, Flug und Fahrzeugwerke AG - Elveția
- FFT, Gesellschaft für Flugzeug- und Faserverbund Technologie - Germania
- FFV, Försvarets Fabriksverk - Suedia, (later Förenade Fabriksverken)
- FIAT, Fiat SpA - Italia, (?-1969) > Aeritalia
- Fieseler, Fieseler Flugzeugbau - Germania
- Fieseler, Gerhard Fieseler Werke GmbH - Germania
- Fighter Escort Wings, Fighter Escort Wings - SUA
- Fike, William J. Fike - SUA
- Finavitec, Patria Finavitec OY - Finlanda
- Fisher, Fisher Flying Products Inc - SUA
- Fisher Aero, Fisher Aero Corporation - SUA
- Flaglor, K. Flaglor - SUA
- Flair, Flair Aviation Company - SUA
- Fläming Air, Fläming Air GmbH - Germania
- Fleet, Fleet Aircraft Inc - SUA, (1928-1929) > Consolidated Aircraft > Fleet Aircraft of Canada
- Fleet, Fleet Aircraft Ltd - Canada, (1930-1957)
- Fleet, Fleet Manufacturing & Aircraft Ltd - Canada
- Fleet, Fleet Manufacturing Ltd - Canada
- Fleetwings, Fleetwings, Inc. - SUA
- Fletcher, Fletcher Aviation Company - SUA
- Fletcher, Fletcher Aviation Corporation - SUA
- Flettner, Flettner - Germania
- Flight Design, Flight Design GmbH - Germania
- Flight Engineers, Flight Engineers Ltd - Noua Zeelandă
- Flightworks, Flightworks Corporation - SUA
- Flitzer, Flitzer Aero Publishing Company - SUA
- FLS, FLS Aerospace (Lovaux) Ltd - Marea Britanie
- FLSZ, Flight Level Six-Zero Inc - SUA
- Flug und Fahrzeugwerke, Flug und Fahrzeugwerke - Elveția
- Flug Werk, Flug Werk GmbH - Germania
- Flugzeug Union Süd, Flugzeug-Union Süd GmbH - Germania
- Flyer, Flyer Industria Aeronautica Ltda - Brazilia
- Flygindustri, AB Flygindustri - Suedia, (1925-1935) (AFI) > Malmö Flygindustri
- FMA, Fábrica Militar de Aviones - Argentina
- FMA, Fábrica Militar de Aviones SA - Argentina
- Focke Achgelis, Focke-Achgelis - Germania
- Focke-Wulf, Focke-Wulf Flugzeugbau AG - Germania
- Focke-Wulf, Focke-Wulf GmbH - Germania
- Fokker, Fokker BV - Olanda
- Fokker, Fokker-VFW BV - Olanda
- Fokker, NV Koninklijke Nederlandsche Vliegtuigenfabriek Fokker - Olanda
- Fokker, NV Koninklijke Nederlandse Vliegtuigenfabriek Fokker - Olanda
- Folland, Folland - Marea Britanie, (1937-1959)
- Ford Motor Company, Ford - SUA, (1925-?)
- Fornaire, Fornaire Aircraft Company - SUA
- Forney, Forney Aircraft Manufacturing Company - SUA
- Foster Wikner, Foster Wikner - Marea Britanie
- Fouga, Etablissements Fouga et Cie - Franța
- Found, Found Aircraft Canada Inc - Canada
- Found, Found Brothers Aviation Ltd - Canada
- Four Winds, Four Winds Aircraft LLC - SUA
- Fournier, Avions Fournier SA - Franța
- Fournier, Bureau d'Etudes Fournier - Franța
- Fournier, Fournier Aviation - Franța
- Fournier, René Fournier - Franța
- Frakes, Frakes Aviation Inc - SUA
- Free Spirit, Free Spirit Aircraft Company Inc - SUA
- Freedom Master, Freedom Master Corporation - SUA
- Freewing, Freewing Aerial Robotics Corporation - SUA
- Frontier, Frontier Aircraft Inc - SUA
- Fry, Fry Aircraft Design - Elveția
- Fuji, Fuji Heavy Industries Ltd - Japonia
- Fuji, Fuji Jukogyo K. K. - Japonia
- Funk, Funk Aircraft Company - SUA
- FVM, Centrala Verkstader Malmslatt - Suedia

## G
- GAF, Government Aircraft Factories - Australia, (1941-1987) > Aerospace Technologies of Australia
- Gannet, Gannet Aircraft - SUA
- Ganzavia, Ganzavia Kft - Ungaria
- Gardan, Avions Yves Gardan - Franța (see Constructions Aéronautiques du Béarn)
- Garland, The Garland Aircraft Company - Marea Britanie
- Garrison, Peter Garrison - SUA
- Gastambide-Mengin, Gastambide-Mengin - Franța
- Gatard, Avions A. Gatard - Franța
- Gatard, Société des Avions Statoplan, A. Gatard - Franța
- Gates Learjet, Gates Learjet Corporation - SUA
- Gavilan, El Gavilán SA - Colombia
- GEFA-FLUG GmbH, GEFA-FLUG GmbH - Germania, (1975-prezent) (Gesellschaft zur Entwicklung und Förderung Aerostatischer Flugsysteme GmbH - Company for the Development și Promotion of Aerostatic Aerial Systems)
- Genair, Genair - Africa de Sud
- General Aircraft, General Aircraft Corporation - SUA
- General Aircraft Limited, General Aircraft Ltd - Marea Britanie, (1931-1948) (GAL) > Blackburn și General Aircraft
- General Atomics, General Atomics - SUA
- General Avia, General Avia Costruzioni Aeronautiche SRL - Italia
- General Dynamics, General Dynamics Corporation - SUA
- General Motors, Eastern Aircraft Division of General Motors Corporation - SUA
- German Bianco, German Bianco SA, Fabrica Argentina de Aerodinos - Argentina
- Giles, Richard Giles - SUA
- Gippsland, Mahindra Aerospace  India - Australia
- Giravia, Giravia - Franța
- Glaser-Dirks, Glaser-Dirks Flugzeugbau GmbH - Germania
- Glasflügel - Germania
- Glass, Glass Aircraft de Colombia - Colombia
- Glassic, Glassic Composites LLC - SUA
- Glendower Aircraft Company, Glendower Aircraft Company - Marea Britanie
- Global, Global Helicopter Technology Inc - SUA
- Globe, Globe Aircraft Corporation - SUA
- Gloster, Gloster Aircraft Company Ltd - Marea Britanie, > Whitworth Gloster Aircraft Ltd. 1961 Hawker Siddeley Group
- Gloucestershire Aircraft, Gloucestershire Aircraft Co. - Marea Britanie, > Gloster 1926
- Głowiński, Bronisław Głowiński - Polonia
- Goair, Goair Products - Australia
- Golden Circle, Golden Circle Air Inc - SUA
- Gomolzig, Herbert Gomolzig Ingenieurbüro - Germania
- Goodrich, Goodrich Corporation - Headquarters North Carolina - SUA
- Goodyear, Goodyear Aircraft Corporation - SUA
- Gothaer Waggonfabrik, Gothaer Waggonfabrik - Germania, (GWF)
- Gourdou-Leseurre, Gourdou-Leseurre - Franța
- Government Aircraft Factory, Government Aircraft Factory - Finlanda
- Grahame-White, Grahame-White Aviation Co. Ltd. - Marea Britanie, (Claude Grahame-White)
- Granville Brothers Aircraft, Granville Brothers Aircraft - SUA
- Great Lakes, Great Lakes Aircraft Company Inc - SUA
- Great Lakes, Great Lakes Aircraft Corporation - SUA
- Great Lakes, Great Lakes Aircraft Inc - SUA
- Great Plains, Great Plains Aircraft Supply Company Inc - SUA
- Grega, John W. Grega - SUA (see Pietenpol Air Camper)
- Gremont, Gremont - Franța
- Griffon, Griffon Aerospace Inc - SUA
- Grinvalds, Jean Grinvalds - Franța
- Grob, Burkhart Grob Flugzeugbau GmbH & Co kg - Germania
- Groen, Groen Brothers Aviation Inc - SUA
- Grosso, Grosso Aircraft Inc - SUA
- Grove, Grove Aircraft Company - SUA
- Grover, Grover Aircraft Corporation - SUA
- Grumman, Grumman Aircraft Engineering Corporation - SUA
- Grumman, Grumman Corporation - SUA, (1930-1994)
- Grumman American, Grumman American Aviation Corporation - SUA
- Guizhou, Guizhou Aviation Industrial Corporation - China
- Gulfstream Aerospace, Gulfstream Aerospace Corporation - SUA, (1978-)
- Gulfstream American, Gulfstream American Corporation - SUA
- Gyroflug, Gyroflug Ingenieursgesellschaft mbH - Germania